# Сыдорук, Иван Иванович
Иван Иванович Сыдорук  (род. 29 августа 1950, село Зборово, Ровненская область) — прокурор Санкт-Петербурга (1998—2003), прокурор Московской области (2003—2005), с 2006 по 2019 года — Заместитель Генерального прокурора Российской Федерации.
Государственный советник юстиции 1 класса, заслуженный юрист Российской Федерации, Почётный работник прокуратуры Российской Федерации. Доктор юридических наук, профессор.

## Биография
- 1968—1970 — служба в Вооруженных Силах СССР.
- 1971—1971 — курсант Новороссийской мореходной школы, г. Новороссийск
- 1972—1972 — матрос теплохода «Ильменьлес» Северного морского пароходства, г. Архангельск
- 1972—1974 — инспектор Октябрьского РОВД г. Архангельска Архангельской области, г. Архангельск
- 1974—1978 — слушатель Высшего политического училища МВД СССР в Ленинграде, которое окончил по специальности «Правоведение».
- 1978—1979 — инструктор отдела по политико-воспитательной работе УВД Архангельского облисполкома, г. Архангельск
- 1979—1981 — и. о. старшего юрисконсульта, и. о. начальника юридического бюро завода изделий из пластмасс имени «Комсомольской правды», г. Ленинград
- 1981—1983 — прокурор отдела общего надзора, и. о. заместителя начальника отдела общего надзора прокуратуры города Ленинграда, г. Ленинград
- 1983—1990 — заместитель начальника отдела общего надзора прокуратуры города Ленинграда
- 1990—1992 — начальник отдела по надзору за исполнением законов в хозяйственной деятельности прокуратуры города Ленинграда
- 1992—1994 — начальник управления — старший помощник прокурора города по надзору за исполнением законов и законностью правовых актов прокуратуры Санкт-Петербурга
- 1994—1996 — заместитель прокурора Санкт-Петербурга
- 1996—1998 — первый заместитель прокурора Санкт-Петербурга
- С декабря 1997 года — назначен и. о. прокурора[1] Санкт-Петербурга, сменив на этом посту Владимира Еременко[2].
- 1998—2003 — прокурор Санкт-Петербурга.
- 2004 год — генпрокурор Устинов наградил Сыдорука именным пистолетом за успехи в работе[3].
- 2003—2003 — советник Генерального прокурора Российской Федерации, г. Москва
- 2003—2005 — прокурор Московской области с 3 сентября 2003 года по 24 августа 2005 года[4].
- 2005—2006 — профессор кафедры конституционного и муниципального права Московского университета МВД России, г. Москва
- 2006—2012 — заместитель Генерального прокурора Российской Федерации по Южному федеральному округу[5], одновременно, с 2010 года, возглавлял Управление Генеральной прокуратуры РФ Северо-Кавказского федерального округа[6], г. Пятигорск.
- 2012 — заместитель Генерального прокурора Российской Федерации, г. Москва.
- 2019 — ушел в отставку. Господин Сыдорук курировал надзор по Северо-Кавказскому федеральному округу (СКФО), а Генпрокуратуру решил покинуть, поскольку вскоре достигнет предельного, 70-летнего, возраста для своей службы[7].

## Награды
Награждён государственными и ведомственными наградами, за укрепление законности и правопорядка неоднократно поощрялся, в том числе оружием. Награждён орденом Мужества и орденом Почета, медалью «За воинскую доблесть».

## Деятельность
Иван Сыдорук практически всю сознательную трудовую жизнь работал в прокуратуре Санкт-Петербурга, в которой прошёл путь от заурядного прокурора общего отдела до прокурора города, он стал известен громкими антикоррупционными преследованиями команды бывшего губернатора Владимира Яковлева и депутатов городского Законодательного собрания, а из-за особенностей прокурорского надзора газета «Коммерсант» называла Сыдорука «одним из самых одиозных прокуроров субъекта Российской Федерации».
Осенью 2003 года генпрокурор Владимир Устинов неожиданно назначил своего советника Сыдорука прокурором Московской области, как вместо ушедшего на пенсию Денисова, так и временно исполняющего его обязанности зама Александра Митусова, и «новая метла начала мести по-новому», — в результате масштабный кадровой «зачистки» ведомство покинуло около половины сотрудников. На посту прокурора Московской области Сыдорук решил активнейшим образом бороться с незаконной застройкой природоохранной зоны и пойм, прокуратуры Подмосковья, следуя новой тенденции, начали возбуждать дела в отношении владельцев дач, расположенных вблизи водоемов, под горячую руку прокурора попала даже семья министра здравоохранения и соцразвития РФ Михаила Зурабова, что закончилось для Сыдорука масштабной проверкой Генеральной прокуратуры деятельности подмосковной прокуратуры, по итогам которой Иван Сыдорук был предупреждён о неполном служебном соответствии и вскоре отправлен на пенсию. В августе 2005 года его сменил Сергей Васильев, ставший новым прокурором Московской области.
Однако, на этом деятельность Ивана Ивановича не закончилась, так как он, образно говоря, был брошен на Кавказ. До 2010 года Сыдорук курировал работу управления Генпрокуратуры по ЮФО в должности заместителя Генерального прокурора РФ, местом его постоянной «дислокации» была столица Южного округа — Ростов-на-Дону, а потом перебрался в Пятигорск и возглавил Управление Генпрокуратуры РФ по СКФО. Замгенпрокурора по СКФО Иван Сыдорук ранее называл приоритетом своей деятельности социально-экономические проблемы в регионе, но, на практике, основной его деятельностью стала борьба с терроризмом, к примеру, в 2010 году «как отметил Сыдорук, в Кабардино-Балкарии ведется „настоящая охота“ на силовиков с целью дестабилизировать обстановку в республике». Из громких дел на новом посту — раскрытие теракта на Баксанской ГЭС.
В 2011 году, выступая на совещании руководителей правоохранительных органов Северо-Кавказского федерального округа, замгенпрокурора России Иван Сыдорук отметил практически полное свое бессилие в борьбе с хищением и нецелевым использованием бюджетных средств в этом высокодотационном регионе. В июле 2013 года северокавказское управление, вместо Ивана Сыдорука, возглавил старший советник юстиции Алексей Цуканов, другие источники утверждают, что замена руководства произошла ранее. В 2016 году Сыдорук уверял читателей «Российской газеты», что ситуация на ранее поднадзорной ему территории к лучшему не изменилась, однако, его самого упрекали в коррупции.

## Цитаты
За полтора года, что Иван Сыдорук являлся прокурором Московской области, в кулуарах прокуратуры стала поистине крылатой фраза:

«Прошу вас сделать правильные выводы, иначе я сделаю их за вас»— Иван Сыдорук, прокурор Московской области.